# Herbert Schambeck
Herbert Schambeck (* 12. Juli 1934 in Baden, Niederösterreich; † 2. Oktober 2023 in Wien) war ein österreichischer Rechtswissenschaftler und Politiker (ÖVP). Von 1967 bis zu seiner Emeritierung 2002 war er Professor für öffentliches Recht, politische Wissenschaften und Rechtsphilosophie an der Johannes Kepler Universität Linz. Er war von 1969 bis 1997 Vertreter Niederösterreichs im österreichischen Bundesrat, dort von 1975 bis 1997 Vorsitzender der ÖVP-Fraktion sowie 1988, 1992 und 1997 jeweils für ein halbes Jahr Präsident des Bundesrates.

## Leben und Wirken
Schambeck studierte Rechtswissenschaften an der Universität Wien. 1958 wurde er zum Dr. iur. promoviert. Nach seinem Gerichtsjahr wurde er 1959 Assistent und 1964 Dozent an der Universität Wien. 1965 wurde er Rechtskonsulent in der wissenschaftlichen Abteilung der Bundeskammer der gewerblichen Wirtschaft in Wien.
1966 wurde Schambeck zum außerordentlichen Universitätsprofessor an der Leopold-Franzens-Universität Innsbruck ernannt. 1967 absolvierte er eine Gastprofessur in den USA an der University of Notre Dame in South Bend (Indiana) und erhielt im gleichen Jahr seinen Ruf als ordentlicher Universitätsprofessor auf den Lehrstuhl für öffentliches Recht, politische Wissenschaften und Rechtsphilosophie an der heutigen Johannes Kepler Universität Linz. 2002 wurde er emeritiert. Er hielt Gastvorlesungen an zahlreichen Universitäten in aller Welt.
Schambeck gehörte als Vertreter des Bundeslandes Niederösterreich von 1969 bis 1997 dem Bundesrat, der Länderkammer des österreichischen Parlaments, an, ab 1975 als Vorsitzender der ÖVP-Fraktion und mehrfach in Präsidentenfunktionen, so auch unmittelbar vor seinem freiwilligen Ausscheiden durch Mandatsniederlegung am 30. Juni 1997.
Schambeck war Mitglied des Bundesparteivorstandes und des Niederösterreichischen Landesparteivorstandes der ÖVP, Hauptbezirksparteiobmann der ÖVP Baden, Mitglied des Bundesvorstandes des ÖAAB, des Landesvorstandes des ÖAAB Niederösterreich, Vorsitzender der Bundesratsfraktion des Parlamentsklubs der ÖVP 1975 bis 1997.
Herbert Schambeck war seit 1955 Mitglied der katholischen Studentenverbindung K.Ö.St.V. Rudolfina Wien im ÖCV. 1989 trat er auch der KAV Capitolina Rom im CV bei. Jahrzehntelang galt er als einflussreicher Verbindungsmann konservativer Kreise in Österreich in den Vatikan. Nach eigener Aussage war er auf Einladung des damaligen Nuntius in Wien, Opilio Rossi, seit 1970 für den Vatikan tätig. Er nahm als dessen ehrenamtlicher Vertreter an zahlreichen internationalen Kongressen und Konferenzen teil. Seinen Einfluss im Vatikan hat Schambeck infolge von Zuwendungen der Republik Österreich an die Vatikanische Bibliothek aufbauen können, mit deren langjährigem Leiter, dem niederösterreichischen Salesianer Alfons Maria Stickler, er ein kirchenpolitisches Einflussnetzwerk unterhielt. Schambeck wird seit den 1980er Jahren als Förderer und mögliches Mitglied des Opus Dei wahrgenommen; der Opus-Dei-Forscher Peter Hertel rechnete ihn in den 2000er Jahren neben Klaus Küng, Christoph Schönborn und dem Nationalratsabgeordneten Vincenz Liechtenstein zum Kreis der wichtigen Mitglieder und Sympathisanten des Opus Dei in Österreich. Durch Papst Johannes Paul II. wurde er 1993 zum Konsultor des Päpstlichen Rates für die Familie berufen (bis 2009) und war Gründungsmitglied der Päpstlichen Akademie für Sozialwissenschaften. Häufig wird ihm unterstellt, die von Johannes Paul II. durchgesetzten, umstrittenen Ernennungen sehr konservativer Bischöfe in Österreich seit Mitte der 1980er Jahre nach dem Ende der Ära des Wiener Erzbischofs Franz König maßgeblich eingefädelt zu haben, was er selbst allerdings immer vehement bestritten hat. Der österreichische Pastoraltheologe Paul Zulehner hielt auch noch bei der gescheiterten Ernennung von Gerhard Maria Wagner zum Weihbischof in Linz 2009 unter Papst Benedikt XVI. eine Einflussnahme Schambecks im Hintergrund für denkbar.
Schambeck war Mitglied der Akademien in Padua, Madrid, Düsseldorf und Mailand sowie der Accademia Nazionale dei Lincei in Rom und Gentiluomo di Sua Santità im Vatikan, Ehrenmitglied (seit Februar 2015, zuvor ordentliches Mitglied seit Januar 1994) der Päpstlichen Akademie für Sozialwissenschaften im Vatikan und der Gelehrten Gesellschaft der Tschechischen Republik in Prag sowie Ehrenpräsident der Österreichischen Juristenkommission. Schambeck erhielt neun Ehrendoktorate und war Honorarprofessor an der Rechtsuniversität der Ukrainischen Akademie der Wissenschaften in Kiew.
Schambecks Publikationsliste umfasst über 700 Publikationen aus den Bereichen öffentliches Recht, politische Wissenschaften und Rechtsphilosophie. Ein Schwerpunkt seiner Abhandlungen ist das neuere Verfassungsrecht Österreichs, das er unter anderem bei seiner Aufnahme in die Nordrhein-Westfälische Akademie der Wissenschaften am 18. Juni 1986 vorstellte.
Viele seiner Veröffentlichungen behandeln grundlegende Fragen von Staat und Recht im Kontext der europäischen Integration aus rechtsphilosophischer, insbesondere naturrechtlicher Perspektive, die er seit seinem ersten Buch Der Begriff der Natur der Sache (1964) in seinen zahlreichen Schriften zur Soziallehre und zum Rechtsverständnis der römisch-katholischen Kirche und deren Bedeutung für die Lehre von den Formen der politischen Organisation und der gesellschaftlichen Ordnung auf nationaler und internationaler Ebene beibehalten hat. Seine Aufnahmevorlesung über Die Schule von Salamanca und ihre Bedeutung heute an der Real Academia de Ciencias Morales y Políticas in Madrid im April 1990, in der er die Tugend als leitendes politisches Handlungsprinzip zu rehabilitieren versucht, wird als Quintessenz dieser Sichtweise wahrgenommen. Zunächst ein Schüler von Adolf Merkl, gilt Schambeck als Vertreter der naturrechtlich-universalistischen Völkerrechtsschule von Alfred Verdross, auf dessen Empfehlung er Mitte der 1960er Jahre für kurze Zeit wissenschaftlicher Assistent von Stephan Verosta war. Sein Essay über Alfred Verdross als Rechtsphilosoph und die Wiener Rechtstheoretische Schule (zu der Hans Kelsen, Adolf Merkl und Verdross gerechnet werden) bringt diese Zugehörigkeit zum Ausdruck.
Am 2. Oktober 2023 starb Schambeck im Alter von 89 Jahren. Die Beerdigung fand am 11. Oktober 2023 nach einem Requiem in der Stadtpfarrkirche St. Stephan am Badener Stadtpfarrfriedhof statt.

## Positionen im Bundesrat
Als Mitglied des Bundesrates von 1969 bis 1997 hatte Schambeck folgende Positionen inne:
- Stellvertretender Vorsitzender des Bundesrates 1975–1987
- Vorsitzender des Bundesrates 1988
- Vizepräsident des Bundesrates 1988–1992
- Präsident des Bundesrates 1992
- Vorsitzender der 14. Bundesversammlung 1992
- Vizepräsident des Bundesrates 1993–1996
- Präsident des Bundesrates 1997

## Ehrungen
- Kardinal-Innitzer-Preis (1962)
- Leopold-Kunschak-Preis – Wissenschaftspreis (1965)
- Kulturpreis für Wissenschaft der Stadt Baden bei Wien (1981)
- Ehrenbürger von Baden (1999)[14]
- Ehrendoktor der Rechtswissenschaft der Pontificia Universidad Católica de Chile in Santiago de Chile (1992)
- Ehrendoktor der Rechtswissenschaft der Catholic University of America in Washington, D.C. (1995)
- Ehrendoktor der Rechtswissenschaft der Karls-Universität in Prag (1998)
- Ehrendoktorat der Rechtswissenschaft der Universität Breslau in Breslau (2000)
- Ehrendoktorat der Internationalen Akademie für Philosophie (IAP) in Liechtenstein (2002)
- Ehrendoktor der Theologie der Päpstlichen theologischen Fakultät Breslau (2002)
- Ehrendoktor der Rechtswissenschaft der Universität Pitești (2006)
- Ehrendoktor der Bulgarischen Akademie der Wissenschaften (Sofia) (2010)
- Ehrendoktor der Rechtsuniversität der Ukrainische Akademie der Wissenschaften (Kiew) (2011)
- Honorarprofessor der Rechtsuniversität der Ukrainischen Akademie der Wissenschaften (Kiew) (2011)

## Auszeichnungen (Auswahl)
- Großes Silbernes Ehrenzeichen mit dem Stern für Verdienste um die Republik Österreich[15]
- Großes Goldenes Ehrenzeichen mit dem Stern für Verdienste um die Republik Österreich[15]
- Großes Silbernes Ehrenzeichen am Bande für Verdienste um die Republik Österreich[15]
- Großes Goldenes Ehrenzeichen am Bande für Verdienste um die Republik Österreich[15]
- Goldenes Komturkreuz mit dem Stern des Ehrenzeichens für Verdienste um das Bundesland Niederösterreich
- Komturkreuz mit dem Stern Burgenlandes
- Großes Goldenes Ehrenzeichen des Landes Kärnten
- Großes Ehrenzeichen des Landes Oberösterreich
- Großes Ehrenzeichen Salzburg
- Großes Goldenes Ehrenzeichen des Landes Steiermark mit dem Stern
- Großer Adlerorden Tirols
- Goldener Montfortorden Vorarlbergs
- Großes Goldenes Ehrenzeichen für Verdienste um das Land Wien
- Großkreuz des Verdienstordens Deutschlands
- Großes Verdienstkreuz mit Stern und Schulterband Deutschlands
- Großkreuz des Kronenordens Belgiens
- Großkreuz des Bernardo O’Higgins Ordens Chile
- Großkreuz des Verdienstordens Spaniens
- Großkreuz des Verdienstordens Luxemburgs
- Grosskreuz des Verdienstordens Liechtensteins
- Großkreuz des Verdienstordens Ungarns
- Großkreuz des Verdienstordens Italiens
- Großkreuz des Päpstlichen Gregoriusordens
- Großkreuz (Sonderstufe) des Verdienstordens des souveränen Malteserritterordens
- Großkreuz des St. Agatha Ordens San Marinos
- Großkreuz des Phönixordens Griechenland
- Großkreuz des Sternordens Jordaniens
- Großkreuz des Ordens der Krone von Thailand
- Großkreuz des Ordens der aufgehenden Sonne Japans
- Großoffizierskreuz des Verdienstordens Polens
- Großoffizierskreuz des Verdienstordens des Nationalkongresses Brasiliens
- Bayerischer Verdienstorden
- Ehrenzeichen für kulturelle und Zivilverdienste von Sao Paulo
- „Order of the Rule of Law“; Verleihung durch die World Jurist Association

## Schriften (Auswahl)
Autor
- Der Begriff der Natur der Sache, 1964
- Das Volksbegehren, 1971
- Kirche-Staat-Gesellschaft, 1967
- Grundrechte und Sozialordnung, 1969
- Vom Sinnwandel des Rechtsstaates, 1970
- Die Ministerverantwortlichkeit, 1971
- Richteramt und Ethik, 1982
- Ethik und Staat, 1986
- Kirche, Staat und Demokratie, 1992
- Europäische Integration und Österreichischer Föderalismus, 1993
- Recht-Glaube-Staat, 1994
- Das österreichische Regierungssystem – ein Verfassungsvergleich, 1995
- Regierung und Kontrolle in Österreich, 1997
- Zu Politik und Recht, 1999
- Der Staat und seine Ordnung, 2002
- Politik in Theorie und Praxis, 2004
- Kirche Politik und Recht, 2013
- Sein und Sollen, Grundfragen der Philosophie des Rechtes und des Staates, 2014
- Beiträge zum Verfassungs- und Europarecht, 2014
- Von Bologna über Brüssel nach Lissabon. Der Weg des Rechts in dem sich integrierenden Europa, 2016

Herausgeber
- Kirche und Staat, 1976
- Pius XII. zum Gedächtnis, 1977
- Das österreichische Bundes-Verfassungsgesetz und seine Entwicklung, 1980
- Österreichs Parlamentarismus – Werden und System, 1986
- Föderalismus und Parlamentarismus in Österreich, 1993
- Bundesstaat und Bundesrat in Österreich, 1997
- Die Wiener rechtstheoretische Schule, Schriften von Hans Kelsen, Adolf Merkl und Alfred Verdross, herausgegeben gemeinsam mit Hans R. Klecatsky und René Marcic †, 1968, 2010